# Ottava corta

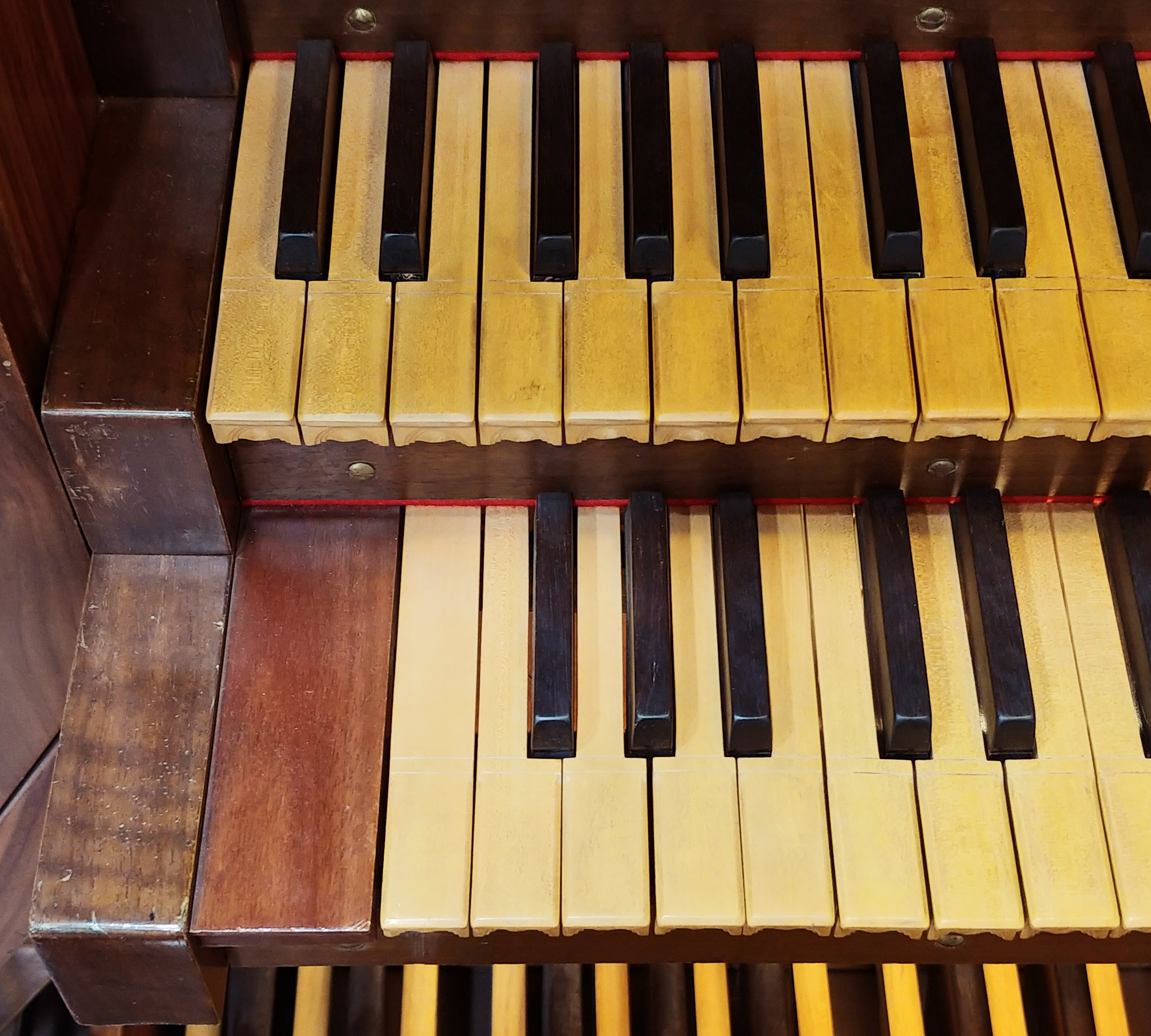
Ottava cromatica estesa (in alto) e ottava corta (in basso) a confronto

Con ottava corta, detta anche ottava scavezza o ottava in sesta, si intende un antico metodo, oggi raro, di assegnare i tasti di alcuni strumenti a tastiera (clavicembalo, clavicordo, organo) al fine di dare allo strumento una maggiore estensione nel basso.

## Ottava corta
In un'ottava corta la nota più bassa presente sulla tastiera è formalmente il Mi, però, premendo quel tasto, si ottiene un Do. Il tasto del Fa♯ produce un Re, quello del Sol♯ un Mi. Così, suonando i tasti Mi, Fa♯, Sol♯, Fa, Sol, La, Si, si sente in realtà Do, Re, Mi, Fa, Sol, La, Si. Il tasto del La♯ dà realmente un La♯ (Si♭). Le assegnazioni effettive dei suoni sono visibili nel diagramma seguente:
La logica alla base di questo sistema è che le note alterate nell'ottava più bassa della tastiera erano di uso molto raro nella musica antica. Al contrario, Do e Re erano note molto comuni ed entrambe erano usate spesso per formare accordi. Inoltre, l'accorciamento dell'ottava permette di arrivare con il mignolo della mano sinistra a note molto gravi mentre il pollice tiene note molto lontane. Quando gli studiosi specificano l'estensione di uno strumento con ottava corta scrivono "Do/Mi" (o "C/E" nei paesi anglosassoni), il che significa che la nota più bassa è un Do, prodotta dal tasto che invece sarebbe un Mi.
Un secondo tipo di ottava corta utilizza i tasti Si, Do, Do♯, Re, Re♯, Mi, Fa per suonare le note Sol, Do, La, Re, Si, Mi, Fa. Qui, le note Do♯ e Re♯ sono sacrificate per ottenere le più importanti La e Si. Il modo di indicare queste tastiere è "Sol/Si" (o "G/B"). Le assegnazioni effettive dei suoni sono visibili nel diagramma seguente:
Negli strumenti a corde, come il clavicembalo, il sistema di ottava corta creò un difetto: le corde che erano intonate per il disallineamento delle note iniziali della tastiera erano, in generale, troppo corte per far suonare le note riassegnate con un suono di buona qualità. Per raggiungere il suono più basso le corde dovevano essere costruite più spesse, producendo però suoni brutti. Nel corso dei secoli XVII e XVIII i costruttori di clavicembali aumentarono gradualmente le dimensioni delle tastiere dei loro strumenti affinché ogni nota potesse essere suonata sul tasto giusto.
L'ottava corta è stata usata anche nell'organo. In questo caso la tecnica organaria non avrebbe reso possibile suoni di scarsa qualità, in quanto le canne avrebbero dovuto essere costruite in ogni modo secondo la loro lunghezza corretta, ma, a causa dei disagi arrecati per via dell'impossibilità di suonare in alcune tonalità, l'ottava corta venne abbandonata anche negli organi.
Il clavicembalista Edward Kottick, notando che l'ottava corta persistette per lungo tempo, suggerisce che può esserci stata una sorta di inerzia reciproca fra musicisti e costruttori di strumenti: «I nostri antenati erano molto più pratici di noi. Se nessuno scriveva musica con quelle note, perché crearne i tasti?».

## Ottava spezzata
Una variante dell'ottava corta, detta ottava spezzata, includeva alcune note utilizzando tasti aggiuntivi, detti appunto "tasti spezzati": la parte anteriore e la parte posteriore di un tasto producevano suoni diversi. Ad esempio, i tasti Si, Do, Do♯, Re, Re♯, Mi, con i tasti Do♯ e Re♯ divisi in parte anteriore e posteriore, davano il tasto Si che produceva il suono Sol, il tasto anteriore del Do♯ che produceva La e il tasto posteriore dello stesso Do♯ che produceva un vero Do♯.
La parte anteriore del tasto Re♯ produceva un Si e la parte posteriore un Mi♭. Così, suonando i tasti Si, Do, Do♯ (parte anteriore del tasto), Do♯ (parte posteriore del tasto), Re, Re♯ (parte anteriore del tasto), Re♯ (parte posteriore del tasto), Mi, Fa, venivano prodotti i suoni Sol, Do, La, Do♯, Re, Si, Mi♭, Mi. In questo modo mancano solo due note della scala cromatica, Sol♯ e La♯. Le assegnazioni effettive dei suoni sono visibili nel diagramma seguente:

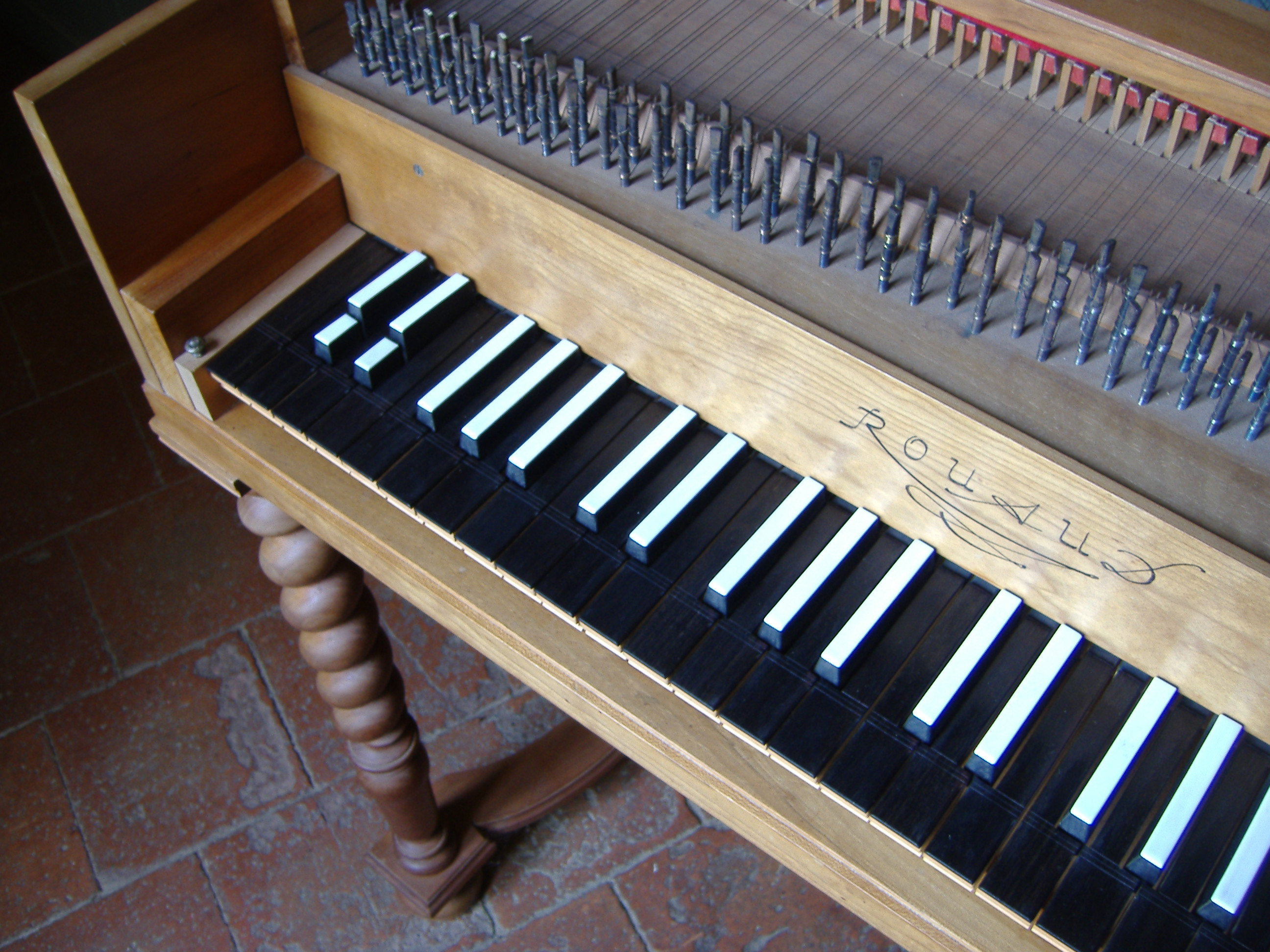
Un clavicembalo dotato di prima ottava spezzata.

Un espediente analogo esiste per le tastiere con il Do al posto del Sol. Secondo Trevor Pinnock l'ottava corta è caratteristica degli strumenti del XVI secolo. Pinnock aggiunge che «l'ottava spezzata, invece, era usata soprattutto nella seconda metà del XVII secolo, quando erano richieste molte alterazioni nel basso».

## Ottava bassa viennese
Le ottave corte e spezzate non solo sopravvissero, ma vennero sviluppate in diversi modi, il principale dei quali è il cosiddetto modo viennese. L'ottava bassa viennese (in tedesco, "Wiener Bass-oktave") si sviluppò nella seconda metà del XVIII secolo. Gerlach così descrive queste tastiere: «Le note che conducono al Fa della prima ottava sono alloggiate in tasti "scalati" dal Do al Do successivo; solo Fa♯ e Sol♯ e Do♯ e Mi♭ continuano a essere omessi».
Gli studiosi Maunder e Maunder (che usano il termine "ottava corta spezzata multipla") osservano che l'ottava bassa viennese necessitava corde insolitamente spesse per le note del basso. Joseph Haydn può essere il compositore più conosciuto fra quelli che scrissero per l'ottava bassa viennese (le sue opere per tastiera erano destinate a essere suonate al clavicembalo e non al pianoforte fino al 1770 circa). Il suo Capriccio in Sol sulla canzone Acht Sauschneider müssen sein H. XVII: 1 del 1765 è chiaramente composto per un clavicembalo dotato di ottava bassa viennese. Il brano termina con un accordo in cui la mano sinistra deve suonare un Sol basso, un Sol dell'ottava sopra e un Si due ottave sopra. Nelle tastiere moderne suonare queste note con una sola mano è impossibile, ma con il metodo dell'ottava bassa viennese è possibile senza difficoltà.
Il basso viennese, tuttavia, presto passò di moda. Quando il capriccio di Haydn venne pubblicato, nel 1780, l'editore incluse alcune note alternative per gli strumenti sprovvisti di ottava bassa viennese, presumibilmente per soddisfare le esigenze degli acquirenti che possedevano un clavicembalo o un pianoforte con la scala cromatica ordinaria. Tuttavia, stando ad alcuni annunci pubblicitari di strumenti musicali, le tastiere con l'ottava bassa viennese vennero costruite almeno fino al 1795.